# Frederic Charles Dreyer

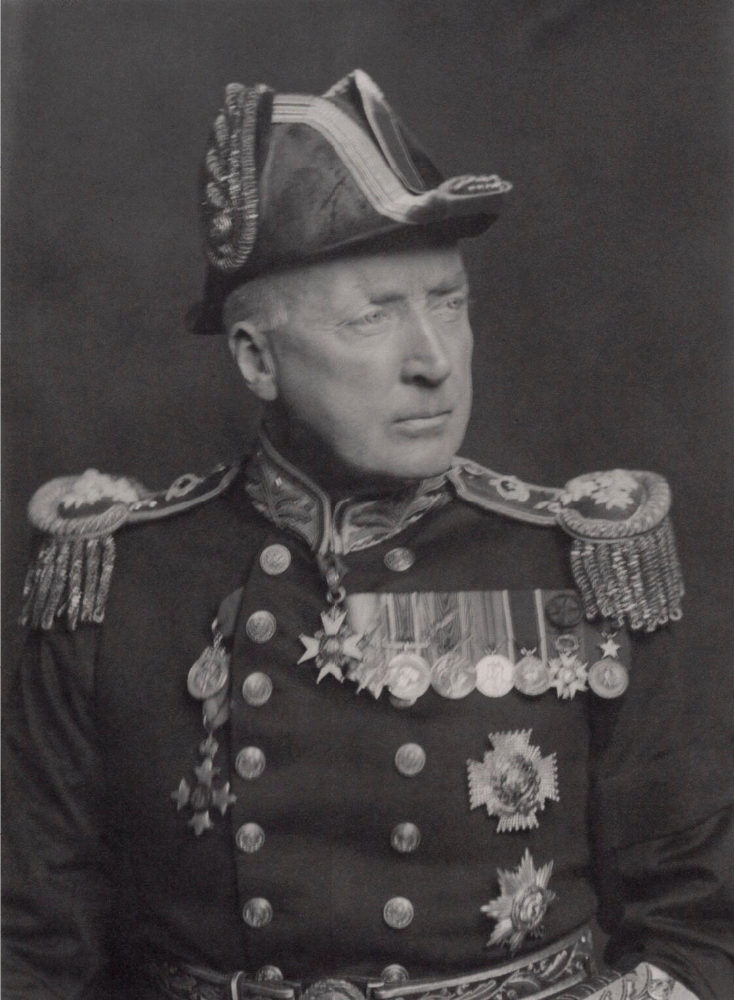
Konteradmiral Frederic Charles Dreyer (um 1925)

Sir Frederic Charles Dreyer, GBE, KCB (* 8. Januar 1878 in Parsonstown, King’s County, Irland; † 11. Dezember 1956 in seinem Freelands, St. Cross, Winchester) war ein britischer Seeoffizier und zuletzt Admiral, der unter anderem zwischen 1927 und 1929 Kommodore des Schlachtkreuzergeschwaders (Battlecruiser Squadron), von 1930 bis 1933 Stellvertretender Chef des Marinestabes (Deputy Chief of the Naval Staff) sowie zuletzt zwischen 1933 und 1936 Oberkommandierender des Flottenverbandes China (Commander-in-Chief, China Station) war. Als Schießexperte entwickelte er mit dem Dreyer Table ein Feuerleitsystem für britische Kriegsschiffe, das später durch die Admiralty Fire Control Table (AFCT) weiterentwickelt wurde.

## Leben

### Familiäre Herkunft und Ausbildung zum Seeoffizier

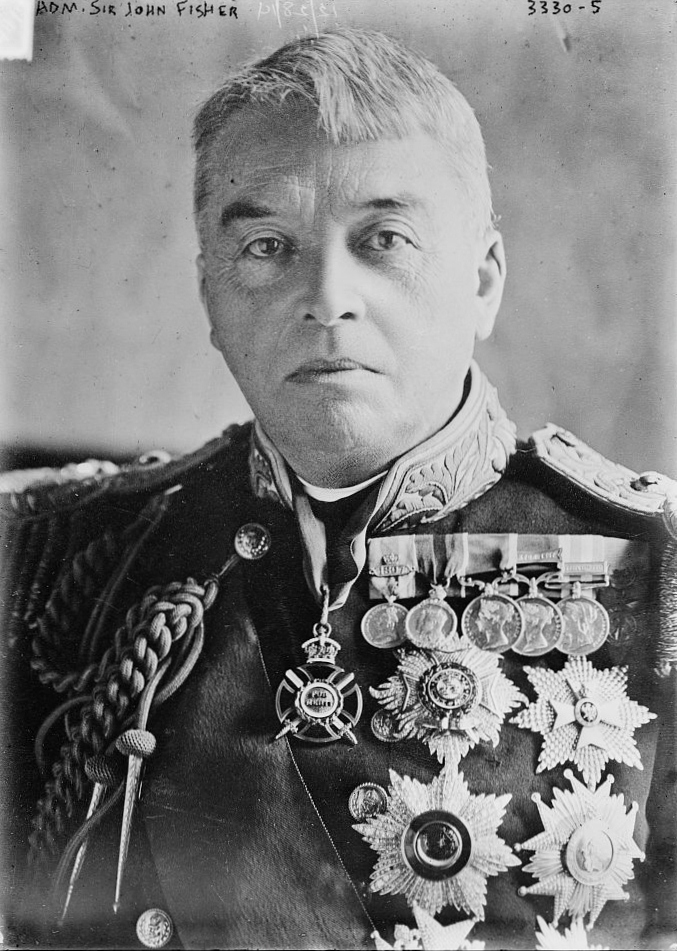
Der Erste Seelord Sir Admiral John „Jacky“ Fisher wählte Dreyer 1907 aus, um die Kernmannschaften der Heimatflotte in ihrer Artillerieausbildung zu beraten.

Frederic Charles Dreyer war der zweite Sohn des in Dänemark geborenen Johan Ludvig Emil Dreyer (1852–1926), der am Armagh Observatory als Astronom für Lawrence Parsons, 4. Earl of Rosse tätig war, und dessen Ehefrau Katherine Hannah († 1923), Tochter des aus dem County Limerick stammenden John Tuthill. Sein älterer Bruder war der spätere Generalmajor John Tuthill Dreyer (1876–1959). Nach dem Besuch der Royal School in Armagh begann Dreyer als Seekadett 1891 eine Ausbildung zum Seeoffizier auf dem Schulschiff Britannia, dem Britannia Royal Naval College und belegte bei den Abschlussprüfungen für die Marine den fünften Platz in seinem Jahrgang. Er erhielt weiterhin Zertifikate der Erster Klasse in fast allen Kursen für die Patente als Unterleutnant (Sub-Lieutenant) und als Leutnant zur See (Lieutenant), zu dem er im Juli 1898 befördert wurde. 1900 veröffentlichte er das Buch How to Get a First Class in Seamanship. 1901 wurde er auf dem anspruchsvollen Fortgeschrittenenkurs für Artillerie- und Torpedoleutnants am Royal Naval College Greenwich Erster mit Auszeichnung von drei Offizieren in seiner Klasse. Anschließend trat er dem Personal der Schießschule in Sheerness bei.
Nach verschiedenen Verwendungen wurde Dreyer 1903 Artillerieoffizier auf dem Schlachtschiff Exmouth und, nachdem das Schlachtschiff 1904 als Flaggschiff der Heimatflotte (Home Fleet) wieder in Dienst gestellt worden war, Artillerieberater von Admiral Sir Arthur Wilson, dem Oberkommandierenden der Heimatflotte. Drei Jahre lang bis 1907 war die HMS Exmouth die erste in der 1904 in Kanalflotte (Channel Fleet) umbenannten Heimatflotte, sowohl im Test als auch in der Kampfpraxis. 1905 wurde er Mitglied des Kalibrierungsausschusses (Calibration Committee) unter dem Vorsitz von Konteradmiral Percy Scott und kam im Januar 1907 zu seiner ersten Fahrt als experimenteller Schießoffizier auf dem Schlachtschiff Dreadnought. Nach seiner Rückkehr ging er als Assistent des Leiters der Artillerieabteilung der Marine DNO (Director of Naval Ordnance), Kapitän zur See John Jellicoe, zur Admiralität, wurde aber schnell vom Ersten Seelord Sir John Fisher auf Empfehlung von Wilson ausgewählt, um die Kernmannschaften der Heimatflotte in ihrer Artillerieausbildung zu beraten. Ende 1907 wurde er zum Fregattenkapitän (Commander) befördert und assistierte dann Wilson bei den Versuchen mit Arthur Pollens Entfernungsmesserhalterung und Plotter auf dem Geschützten Kreuzer Ariadne. Danach kehrte Dreyer in die DNO-Abteilung zurück, deren jetziger Leiter Kapitän zur See Reginald Bacon war, bis er Ende 1909 zum Stellvertretenden Kommandanten (Executive Officer) des Schlachtschiffs Vanguard ernannt wurde.

### Entwicklung desDreyer Tableund erstes Schiffskommando

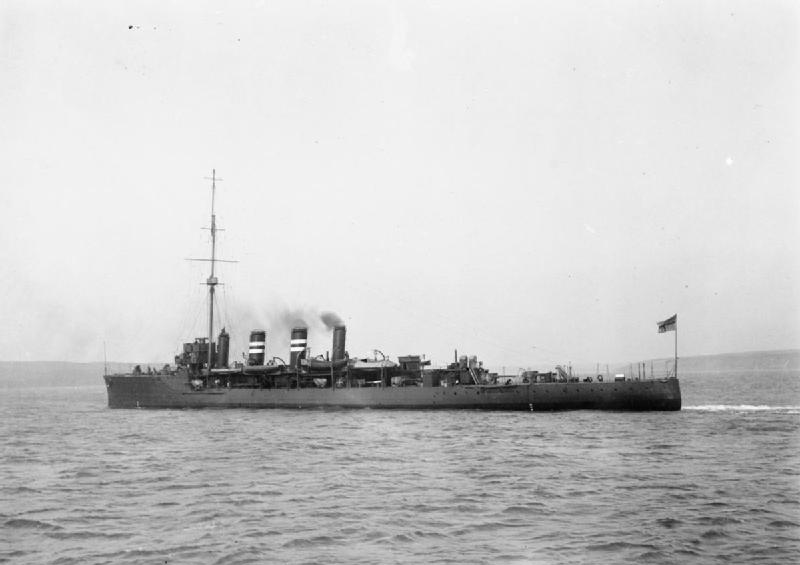
Dreyer wurde 1913 erster Kommandant des Aufklärungskreuzers HMS Amphion.

Ab 1899 hatte Dreyer eine Reihe von Schießerfindungen eingereicht. Diese waren nicht erfolgreich, ehe er und sein älterer Bruder John Tuthill Dreyer, der zu der Zeit Hauptmann der Royal Artillery sowie selbst ein produktiver Erfinder war, ein Gerät vorschlugen, um Reichweitenraten aus einer Darstellung von Reichweiten gegen die Zeit zu erhalten. Dies führte direkt zu dem improvisierten Ratendiagramm, das Wilson kurz nach Abschluss der Prozesse auf der HMS Ariadne verwendete. Ab 1908 gab es eine offene Rivalität zwischen Frederic Dreyer und Pollen. Die Royal Navy experimentierte jedoch weiterhin mit manueller Kursplanung und erst als Dreyer stellvertretender Kommandant der HMS Vanguard wurde, baute er erstmals ein Feuerleitsystem auf der Grundlage von Standarddienstinstrumenten und einem Reichweiten-Plotter, der 1908 von beiden Dreyer-Brüdern patentiert wurde. Im September 1910 meldete Frederic Dreyer sein Patent für einen Feuerleittisch (Dreyer Table) an, der aus einem Dumaresq, einem nach seinem Erfinder Leutnant zur See John Dumaresq 1902 benannten Instrument, das die Beziehung zwischen Geschwindigkeiten, Kursen, Zielpeilung, Entfernungsrate und Ablenkung modelliert, Entfernungsuhr und Geschwindigkeitsplottern für Reichweite und Peilung besteht. Seine Neuheit lag hauptsächlich in der Integration der Komponenten, so dass die Ergebnisse aus den Plots verwendet werden konnten, um die Einstellungen des Dumaresq zu verfeinern.
Ende 1910 wurde Frederic Dreyer Flaggenkommandant von Jellicoe, zuerst auf dem Einheitslinienschiff HMS Prince of Wales und ab Dezember 1911 auf dem Schlachtschiff HMS Hercules. Diese Jahre begründeten ihre „lange und enge Verbindung, die für mich (Jellicoe) so wertvoll war“. Jellicoe arrangierte in seiner Funktion als Zweiter Seelord auch, dass Dreyer im März 1913 das Kommando über den Aufklärungskreuzers HMS Amphion übernahm und dieses bis Oktober 1913 innehatte. In dieser Verwendung erfolgte am 30. Juni 1913 auch seine Beförderung zum Kapitän zur See (Captain). Die HMS Amphion war die Erste in der gesamten Marine beim Waffenlegertest 1913 und die Erste in ihrer Kategorie beim Kampftraining.

### Erster Weltkrieg

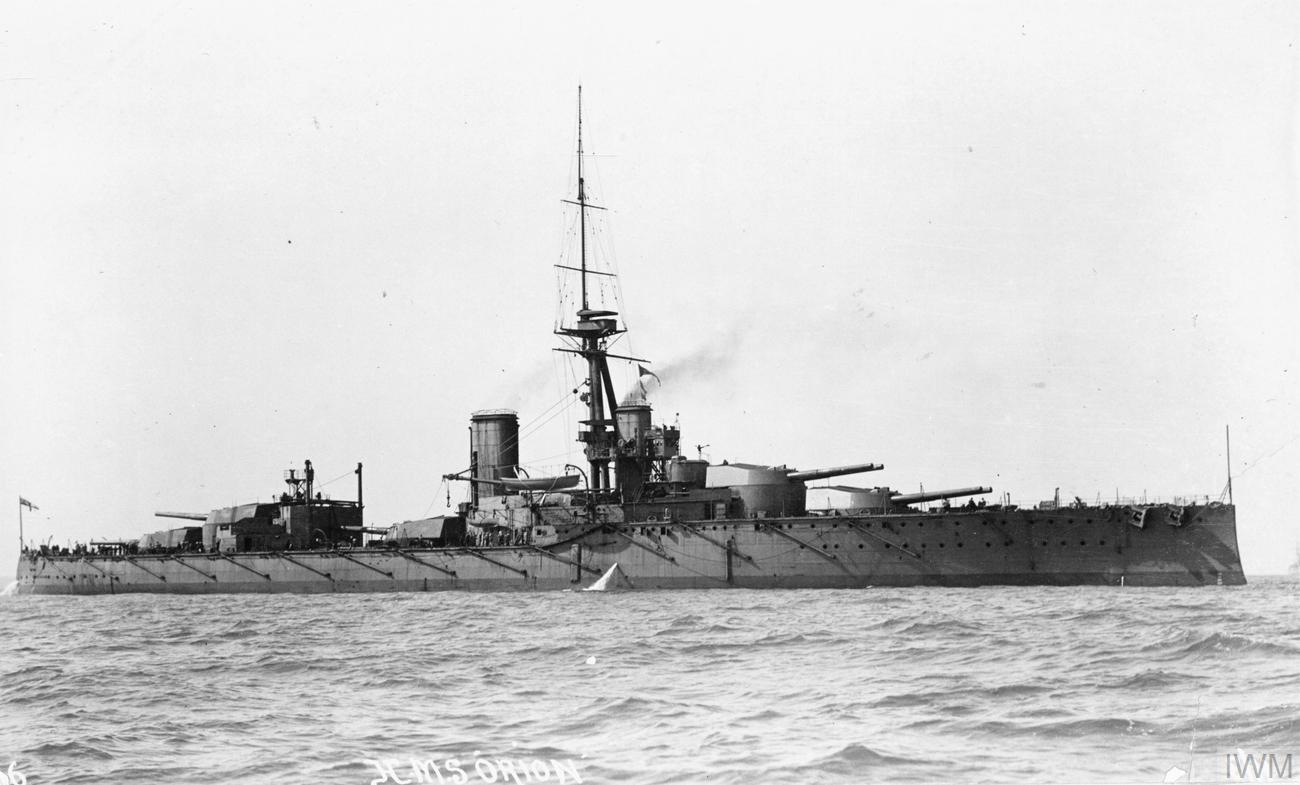
Kapitän zur Dreyer war ferner zwischen 1913 und 1915 Kommandant des Schlachtschiffs Orion.

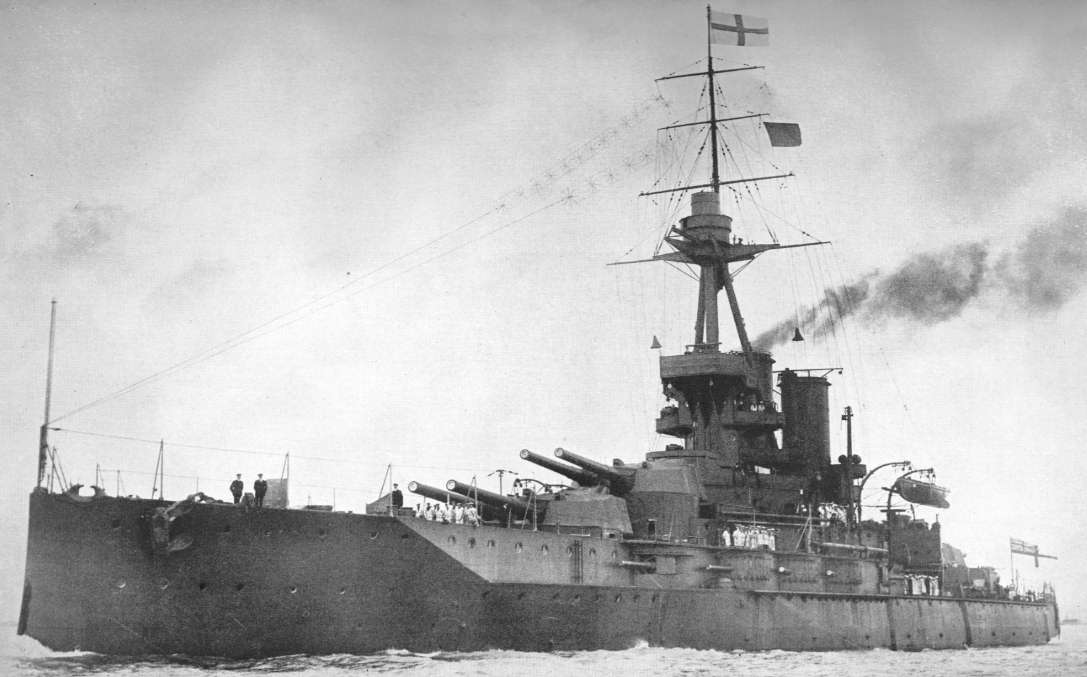
Kapitän zur See Dreyer war zwischen Oktober 1915 und November 1916 Kommandant des Schlachtschiffs HMS Iron Duke, mit dem er vom 31. Mai bis 1. Juni 1916 an der Skagerrakschlacht vor Jütland teilnahm.

Im Anschluss war Dreyer zwischen Oktober 1913 und Oktober 1915 Kommandant des Schlachtschiffs HMS Orion und damit Flaggkapitän von Konteradmiral Sir Robert Arbuthnot. Für seine Verdienste zur Entwicklung der Artillerie und Schießtechnik wurde er 1914 als Companion des zivilen Zweiges des Order of the Bath (CB) ausgezeichnet.
Der „ursprüngliche“ Dreyer-Tisch wurde von der Firma Elliott Brothers unter der Leitung von Keith Elphinstone entworfen und gebaut sowie im September 1911 auf der HMS Prince of Wales installiert. Nach erfolgreichen Versuchen wurden fünf verbesserte Mark-III-Tische bestellt, die manuell eingestellt wurden und Entfernungs- und Peilungsuhren und einen Antrieb, der von einem Kreiselkompass-Empfänger gesteuert wurde, enthielten. Vorbehaltlich der Einschränkungen der manuellen Arbeit ermöglichte die letzte Funktion, die nicht in Pollens zeitgenössischen Argo-Uhren der Marken III und IV enthalten waren, der Tabelle, weiterhin Entfernungen und Peilungen während Kursänderungen vorherzusagen, selbst wenn das Ziel verdeckt war. Der Dreyer-Tisch Marke IV, der erste wurde 1914 auf der HMS Iron Duke installiert, war vollautomatisch, obwohl ihr Design hauptsächlich das Werk von Elphinstone war. 1916 erhielt Dreyer 5.000 Pfund Sterling für seine Erfindungen, zu denen auch eine Reihe taktischer Instrumente gehörte. Obwohl die Argo-Uhr mechanisch überlegen war, war der automatische zweiachsige Nachfolger der späteren Dreyer-Tische ebenso innovativ: Diese Tische erwiesen sich als anpassungsfähig (auf eine Weise, die für die separate und nicht verbundene Argo-Uhr und den Plotter unvorstellbar war) an neue Schießmethoden. Die Feuerleittische der Admiralität der Nachkriegszeit verwendeten Antriebe mit variabler Geschwindigkeit vom Argo- oder Ford-Typ, aber ihr integriertes Design mit separater Darstellung von Bereichen und Peilungen leitete sich von den früheren Dreyer-Tabellen ab.
Kapitän zur See Dreyer war zwischen Oktober 1915 und November 1916 Kommandant des Schlachtschiffs HMS Iron Duke und damit Flaggenkapitän des Oberkommandierenden der Großen Flotte (Grand Fleet), Admiral Jellicoe, mit dem er vom 31. Mai bis 1. Juni 1916 an der Skagerrakschlacht vor Jütland teilnahm. Nach dieser Schlacht vor Jütland wurden er und seine Schiffsschützen in den Depeschen des Oberbefehlshabers gelobt und er wurde auch zum Companion des militärischen Zweiges des Order of the Bath ernannt. Nachdem Admiral Jellicoe am 30. November 1916 Erster Seelord wurde, wechselte Dreyer wieder zur Admiralität und war dort zunächst stellvertretender Direktor der U-Boot-Abwehrabteilung (Assistant Director, Anti-Submarine Division) sowie zwischen März 1917 und Juni 1918 Leiter der Artillerieabteilung der Marine DNO (Director of Naval Ordnance). Er erwies sich als „hervorragend fähig und von großer Energie und Beharrlichkeit“ (‚outstandingly able and of great energy and pertinacity‘) mit Hilfe eines kleinen Komitees, dem sein älterer Bruder John Tuthill Dreyer, der jetzt Oberst und schließlich Generalmajor und Leiter der Artillerieabteilung der British Army angehörte, und trieb die Entwicklung und Lieferung neuer und effektiver panzerbrechender Granaten für die Große Flotte, trotz Konflikten mit dem Kontrolleur der Rüstungsproduktion (Controller of Armament Production), Sir Vincent Raven, voran.

### Zwischenkriegszeit

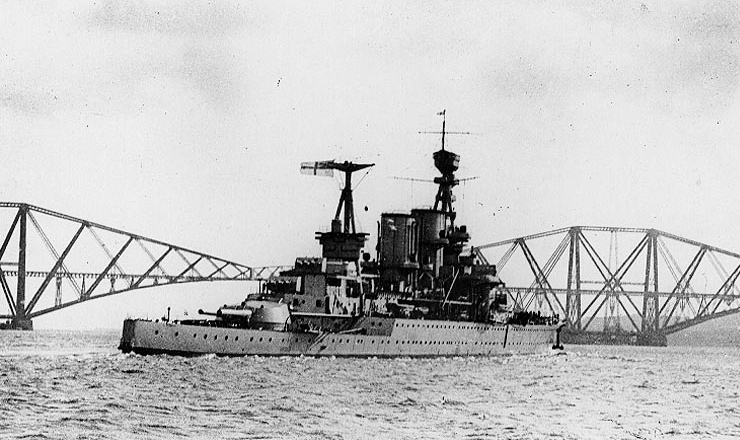
Kapitän zur See Dreyer war zwischen April 1922 und November 1923 auch Kommandant des Schlachtkreuzers Repulse.

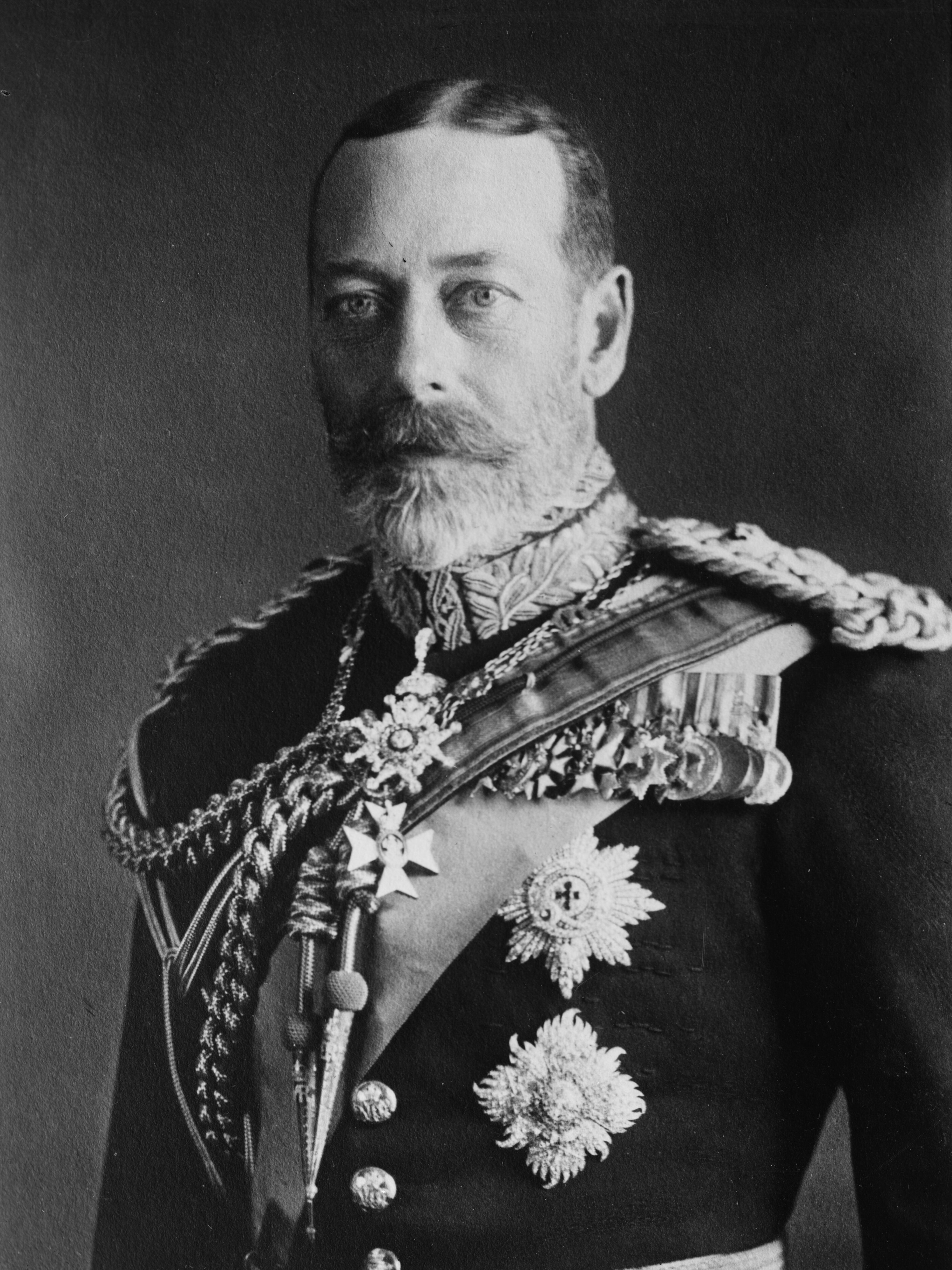
Als Konteradmiral diente Dreyer von 1923 bis 1924 als Aide-de-camp von König Georg V.

Im Juni 1918 trat Kapitän zur See Frederic C. Dreyer als Leiter der Abteilung für Marineartillerie und Torpedos (Director of Artillery and Torpedoes) in den Marinestab ein und behielt diese Funktion bis Februar 1919. Während der Mission von Admiral Jellicoe durch das Britische Weltreich war er 1919 als Kommodore (Commodore) dessen Chef des Stabes. Für seine Verdienste in dieser Zeit wurde er auch Commander des Order of the British Empire (CBE). Nach seiner Rückkehr nahm er im April 1920 seinen Stabsdienst wieder auf und war bis April 1922 Leiter der Artillerieabteilung (Director of Gunnery) der Marine. Im Anschluss war er zwischen April 1922 und November 1923 Kommandant des Schlachtkreuzers Repulse.
Nach seiner Beförderung zum Konteradmiral (Rear-Admiral) am 12. Dezember 1923 diente er als Aide-de-camp von König Georg V. und fungierte im Anschluss zwischen Oktober 1924 und April 1927 als stellvertretender Chef des Marinestabes (Assistant Chief of the Naval Staff). Als solcher war er verantwortlich für die Gründung der Taktikschule (Tactical School) in Portsmouth. Als Nachfolger von Vizeadmiral Cyril Fuller übernahm er im Mai 1927 den Posten als  Kommodore des Schlachtkreuzergeschwaders (Commanding, Battlecruiser Squadron) und verblieb in dieser Verwendung bis Mai 1929, woraufhin Vizeadmiral Dudley Pound seine dortige Nachfolge antrat. Am 1. März 1929 wurde er ebenfalls zum Vizeadmiral (Vice-Admiral) befördert. Im Juni 1930 wurde er Nachfolger von Vizeadmiral Sir William Wordsworth Fisher Stellvertretender Chef des Marinestabes (Deputy Chief of the Naval Staff) und hatte dieses Amt in der Admiralität bis zu seiner Ablösung durch Vizeadmiral Sir Charles Little im Januar 1933 inne. Er war somit Mitglied es Admiralitätsausschusses während der sogenannten Invergordon-Meuterei, eine zwei Tage dauernde Meuterei von britischen Seeleuten am 15. und 16. September 1931 in Invergordon, und musste akzeptieren, dass er nicht wie erhofft zum Oberbefehlshaber der Atlantikflotte ernannt wurde. Allerdings wurde er am 3. Juni 1932 zum Knight Commander des militärischen Zweiges des Order of the Bath (KCB) geschlagen, so dass er fortan den Namenszusatz „Sir“ führte, und am 31. Dezember 1932 zum Admiral befördert wurde. Als Nachfolger von Vizeadmiral Sir Howard Kelly übernahm er schließlich im März 1933 den Posten als Oberkommandierender des Flottenverbandes China (Commander-in-Chief, China Station) und hatte diesen bis Januar 1936, woraufhin abermals Vizeadmiral Sir Charles Little ihn ablöste. Am 11. Mai 1937 wurde er zum Knight Grand Cross des Order of the British Empire (GBE) erhoben. 1939 wurde er auf die Ruhestandsliste gesetzt.

### Zweiter Weltkrieg, Familie und Tod
Bei Ausbruch des Zweiten Weltkrieges meldete sich Sir Frederic Charles Dreyer sofort freiwillig als Kommodore der Royal Naval Reserve für Konvois. 1940 trat er dem Stab des Oberkommandierenden der Heimatstreitkräfte (Home Forces) bei Anti-Invasion-Maßnahmen bei und war dann Vorsitzender des Admiralitätsausschusses, der die U-Boot-Verluste bewertete. Ab 1941 war er Inspektor der Handelsmarine, bis er 1942 vorübergehend zum Chef der Marineluftdienste (Chief of Naval Air Services) ernannt wurde. Anfang 1943 bekleidete er kurzzeitig die Position des stellvertretenden Chefs der Marineluftausrüstung (Deputy Chief of Naval Air Equipment), bevor er schließlich auf die Ruhestandsliste zurückkehrte.
Dreyer veröffentlichte Memoiren The Sea Heritage: a Study in Maritime Warfare. Aus seiner am 26. Juni 1901 geschlossenen Ehe Una Maria Hallett (1876–1959), Tochter des Geistlichen und Vikar von Bishop’s Tachbrook in Warwickshire John Thomas Hallett, gingen drei Söhne und zwei Töchter. Alle drei Söhne und beide Schwiegersöhne waren Marineoffiziere. Der zweite Sohn, Sir Desmond Parry Dreyer, war zwischen 1962 und 1965 Befehlshabender Admiral der Fernostflotte (Far East Fleet) und von 1965 bis 1967 Zweiter Seelord. Dreyer starb am 11. Dezember 1956 in seinem Haus Freelands, St. Cross, Winchester. Der Leichnam von Admiral Sir Frederic Charles Dreyer wurde eingeäschert und seine Asche im Meer verstreut.

### Kritik und Würdigung
Beginnend mit Kapitän zur See Stephen Roskill, der eine Antipathie einräumte, und Jon Sumida, haben sich spätere Historiker über Dreyer selbst und die Feuerleittafeln sehr kritisch geäußert. Dennoch konnte der Dreyer-Ratenplotter die tatsächlich verfügbaren intermittierenden und ungenauen Zieldaten besser nutzen als der Argo-True-Course-Plotter, und im Gefecht schossen deutsche Schiffe unter vergleichbaren Bedingungen genauso gut oder besser als die Briten mit einem System von Bedeutungsbereichen, die im Prinzip der von Dreyer ähnlich war. Am Ende des Ersten Weltkriegs wurden Dreyers Fähigkeiten und Leistungen von hohen Offizieren weithin gelobt. Jellicoe hielt ihn für „einen der besten Schiffskapitäne, die ich je gekannt habe“ (‚one of the best captains of ships I have ever known‘). Er war jedoch unerbittlich ehrgeizig und ein Disziplinar, der nicht nach Popularität strebte. „Ein großer Mann ohne viel Sinn für Humor“ (‚A large man without much sense of humour‘), erwarb er sich einen Ruf als „einer der freimütigsten Admirale des 20. Jahrhunderts“ (‚one of the most outspoken of twentieth-century admirals‘), der auch auf dem Papier weitschweifig war Besonders bei seiner Verteidigung des Admiralitätsausschusses nach Invergordon-Meuterei und als Oberbefehlshaber Chinas, allerdings auch Anfang 1943, erregte sein mangelndes Taktgefühl Anstoß. Trotzdem hat Dreyer mehr als Pollen die Grundlagen geschaffen, auf denen spätere Entwicklungen in der britischen Feuerkontrolle basierten.

## Veröffentlichungen
- How to Get a First Class in Seamanship, 1900
- The Sea Heritage: a Study in Maritime Warfare, Memoiren, 1955

## Hintergrundliteratur
- A. E. M. Chatfield: The navy and defence: the autobiography of Admiral of the Fleet Lord Chatfield, Band 1, 1942
- S. King-Hall: My naval life, 1906–1929, 1952
- S. W. Roskill: The war at sea, 1939–1945, 2 Bände, 1954–1956
- A. J. Marder: From the Dreadnought to Scapa Flow: the Royal Navy in the Fisher era, 1904–1919, 5 Bände. 1961–1970
- S. W. Roskill: Naval policy between the wars, 2 Bände, 1968–76
- J. T. Sumida: In defence of naval supremacy: finance, technology and British naval policy, 1889–1914, 1989
- J. Brooks: Fire control for British Dreadnoughts: choices of technology and supply, Dissertation Ph.D., Universität London, 2001